# Prosenická Lhota
Prosenická Lhota település Csehországban, a Příbrami járásban. Prosenická Lhota Vojkov, Křečovice, Sedlčany, Štětkovice, Osečany, Kosova Hora és Vrchotovy Janovice településekkel határos. Lakosainak száma 538 fő (2024. január 1.).

## Népesség
A település lakosságának változását az alábbi diagram mutatja:
| Lakosok száma | 1034 | 935  | 778  | 538  | 408  | 443  | 483  | 487  | 523  | 538  |
|               | 1869 | 1890 | 1921 | 1950 | 1980 | 2001 | 2017 | 2019 | 2022 | 2024 |